# NGC 3603
NGC 3603 est un très jeune amas ouvert associé à une vaste région HII situé dans la constellation de la Carène. Il a été découvert par l'astronome britannique John Herschel en 1834. NGC 3603 est entouré d'une région HII géante localisée dans le bras de la Carène de notre galaxie, la Voie lactée.
Selon la classification des amas ouverts de Robert Trumpler, cet amas renferme moins de 50 étoiles (lettre p) dont la concentration est forte (I) et dont les magnitudes se répartissent sur un petit intervalle (le chiffre 1). Toutefois, selon le catalogue Lynga, la concentration des étoiles est moyenne, la répartition des magnitudes de celles-ci est grande (3) et l'amas contient entre 50 et 100 étoiles (m). Cependant, Lynga indique que l'amas renferme 30 membres. Cette contradiction entre la classification et le nombre de membres n'est pas rare dans le catalogue Lynga.

## Observation

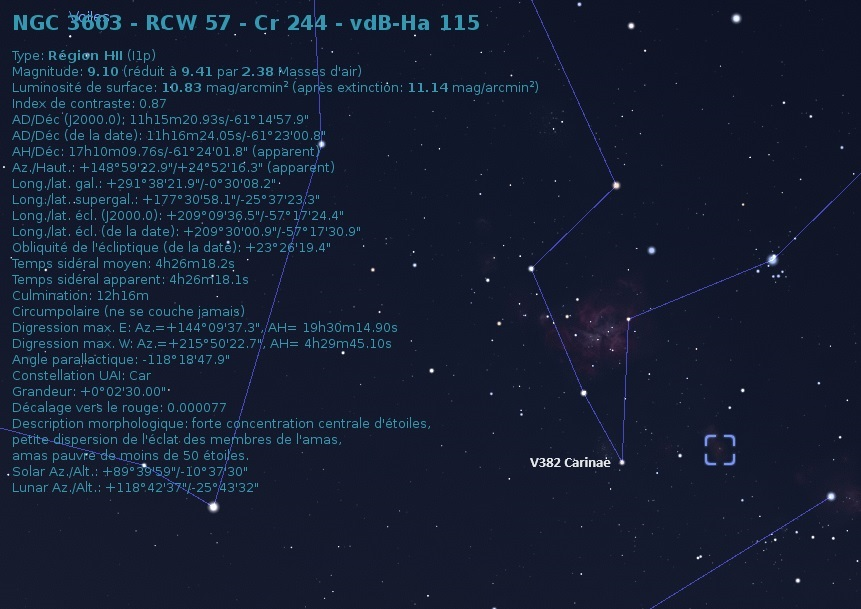
Localisation de NGC 3603 dans la constellation de la Carène. (Stellarium)

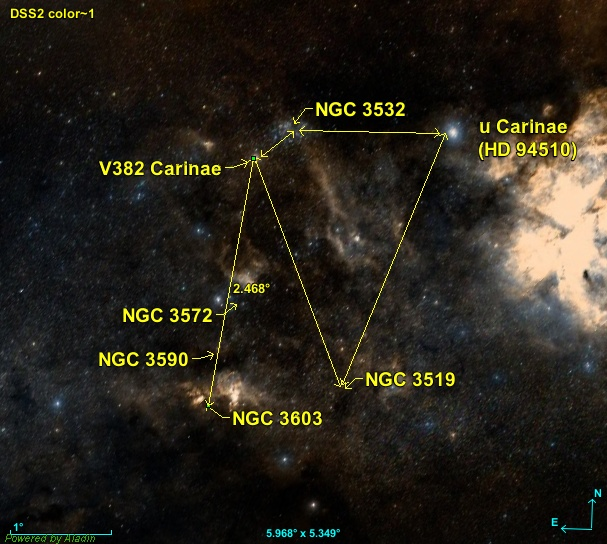
Position de NGC 3603 par rapport à une étoile.

NGC 3603 est situé à environ 2,5 degrés au sud-ouest de l'étoile V382 Carinae. Les amas ouverts NGC 3519, NGC 3532, NGC 3572 et NGC 3590 se trouvent dans cette même région du ciel.
Selon la base de données Simbad, NGC 3603 et NGC 3576 sont des jumeaux.

## Histoire
NGC 3603 a été découvert par John Herschel le 14 mars 1834 lors de son voyage en Afrique du Sud. Il a noté que c'était un objet remarquable, peut-être un amas globulaire. Au sujet de cette observation, il écrit dans ses notes : « globular cluster and nebula, stars 15th to 18th magnitude ». Il l'a catalogué comme nébuleuse 3334 dans son cahier des observations astronomiques réalisées au cap de la Bonne-Espérance (Results of Astronomical Observations made at the Cape of Good Hope) publié en 1847.
En 1864, la Royal Society a publié dans son Catalogue of Nebulae and Clusters of Stars où cet amas a été répertorié sous le numéro 2354. L'amas a ensuite été incorporé par John Dreyer au New General Catalog comme NGC 3603.

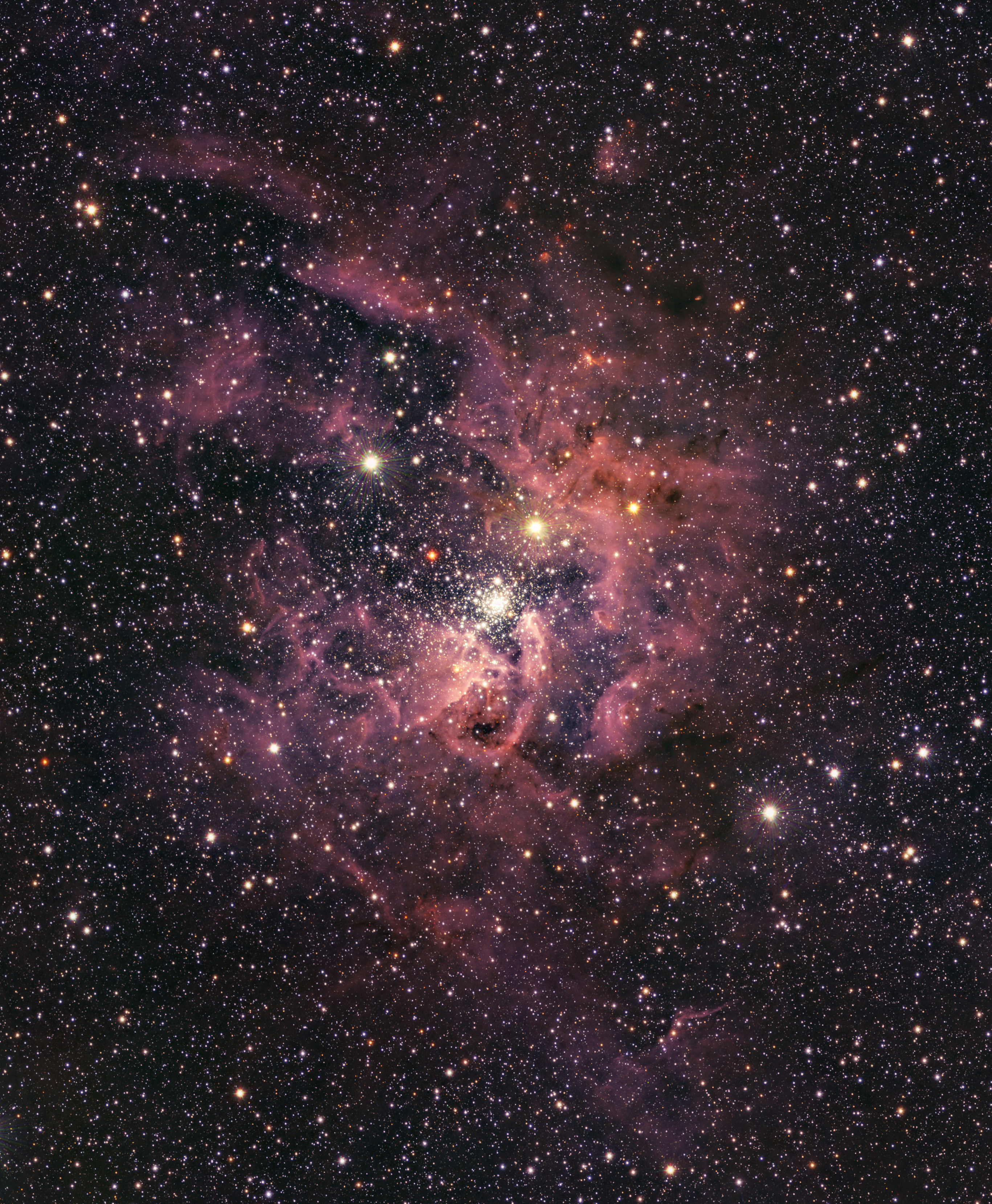
Régions proches de NGC 3603 (au centre) imagées par le télescope VISTA de l'ESO. Image captée aux infrarouges.

L'amas central a d'abord été catalogué comme une étoile dans le catalogue Henry Draper sous la cote HD 97950, mais malgré cela il a longtemps été reconnu comme une nébuleuse ou un système stellaire multiple. On a aussi noté que son spectre présentait des caractéristiques inhabituelles, il a été associé à un type Oe dans le catalogue Henry Draper. Ensuite, on a changé ce type pour WN5+O lorsqu'on a découvert dans son spectre des caractéristiques d'une étoile Wolf-Rayet. Finalement, lorsqu'on a obtenu des images avec une meilleure résolution, on s'est aperçu que HD 97950 contenait trois des étoiles les plus lumineuses et les plus massives connues, ainsi qu'un certain nombre d'étoiles de type O et de nombreuses étoiles moins lumineuses.

## Caractéristiques

### Description
La nébuleuse associée à NGC 3603 est le nuage de gaz le plus massif de gaz incandescent et de plasma, connu sous le nom de région HII, de la Voie lactée. Les radiations ultraviolettes et les forts vents stellaires en provenance de la forte concentration des étoiles les plus massives ont repoussé les gaz de l'amas, offrant une vue très dégagée de l'amas en lumière visible. L'amas et la nébuleuse NGC 3603 sont visibles dans un télescope de taille moyenne comme une petite nébulosité plutôt ordinaire présentant une teinte jaunâtre due à l'absorption interstellaire.

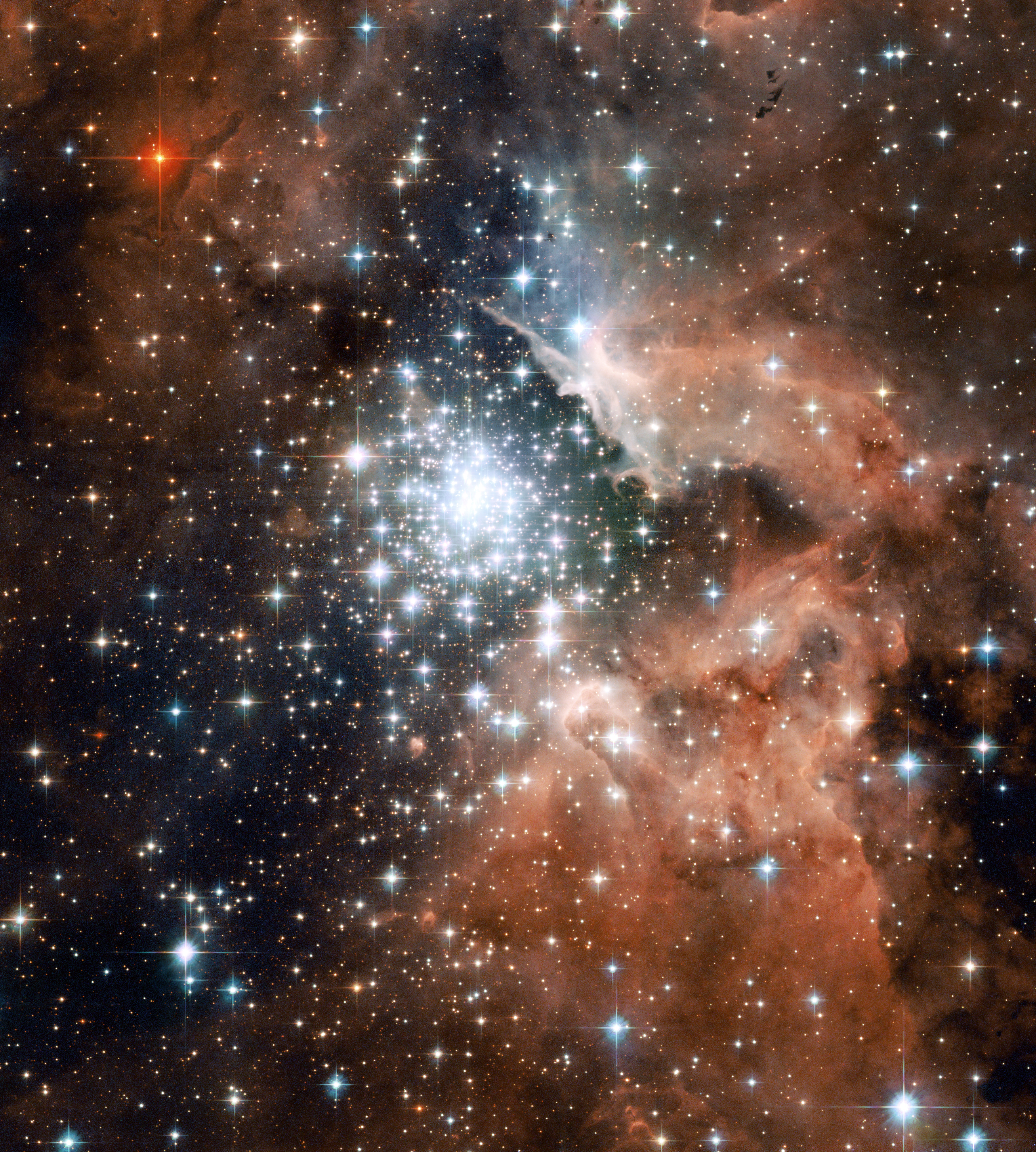
L'amas stellaire NGC 3603 et la nébuleuse qui l'entoure imagés par le télescope spatial Hubble (2005).

Les autres régions HII dans la Voie lactée (W49, Sgr B2, Cygnus X et Êta Carina) sont presque complètement cachées en lumière visible par de la poussière, ce qui est malheureux, car plusieurs informations ne peuvent être mesurées directement ou facilement dans les autres domaines du spectre électromagnétique. Les études des régions HII ont donc été longtemps réalisées en les observant dans d'autres galaxies, comme la région 30 Doradus (la nébuleuse de la Tarentule) dans le Grand Nuage de Magellan ou encore NGC 2363 dans la galaxie irrégulière NGC 2366. Heureusement, les régions centrales de la vaste région HII de NGC 3603 peuvent être observées en lumière visible. C'est pour cette raison que plusieurs études ont été réalisées depuis le début des années 1970, et même auparavant, car au milieu des années 1960, des études optiques combinées à des observations radio astronomiques ont montré que NGC 3603 était une radio source thermique extrêmement puissante. Ces observations, ainsi que d'autres réalisées ultérieurement dans d'autres galaxies, ont conduit au concept de régions à sursauts de formation d'étoiles et même dans certains cas de galaxies entières ayant une formation d'étoiles extrêmement rapide. NGC 3603 est maintenant considéré comme une telle région et il est comparé par certains à la région HII encore plus vaste qu'est la nébuleuse de la Tarentule dans le Grand Nuage de Magellan.

### Distance
La parallaxe moyenne des étoiles de l'amas a été obtenue des mesures effectuées par le satellite Gaia. Trois valeurs identiques, mais avec des incertitudes publiées dans de récents articles (2018 à 2022) sont indiquées sur la base de données Simbad : 0,076 ± 0,074 mas, 0,076 ± 0,005 mas et 0,076 ± 0,074 mas. La moyenne de ces valeurs et de leur incertitude est égale à 0,076 ± 0,051, ce qui correspond à une distance de 13 158+26 842
−5 284 42 pc. Comme c'est souvent le cas pour des amas éloignés, la distance est passablement imprécise.

### Taille
Selon les sources, la taille apparente est comprise entre 3,3' et 4,7',. Grâce à un calcul simple, on peut trouver la taille réelle de l'amas. En utilisant la plus grande taille apparente et la plus grande distance, on obtient la taille réelle maximale, soit 178,4 al. De même, en utilisant la plus petite taille apparente et la plus petite distance, on obtient la plus petite taille réelle, soit 24,65 al. De ces deux valeurs, on déduit que la taille de l'amas est égale à 102 ± 77 al, ce qui comme la distance est imprécis.

### Vitesse
Trois valeurs de la vitesse radiale sont indiquées sur Simbad, soit 44,04 ± 31,27 km/s, 23,00 km/s et 28,17 ± 0,74 km/s. La moyenne de ces valeurs et l'écart type de cet échantillon est égale à 31,7 ± 11,0 km/s, tandis que la moyenne de leur incertitude es de 16,0 km/s. Si l'on ne tient pas compte de la dernière vitesse totalement différent, on obtient une moyenne pour la vitesse et pour l'incertitude de 2,12 ± 1,14 km/s. La vitesse radiale de cet amas n'est donc pas connue avec précision.

### Mouvement propre
Simbad indique cinq couples de valeurs pour le mouvement propre de l'amas, dont trois provenant d'articles publiés entre 2018 et 2020 qui sont très semblables. Les deux autres couples proviennent d'articles publiés en 2014 et en 2017 et ils sont totalement différents. Les valeurs des trois couples en ascension droite et en déclinaison sont :
- −5,543 ± 0,189 mas/an et 1,961 ± 0,149 mas/an[15]
- −5,543 ± 0,010 mas/an et 1,961 ± 0,010 mas/an[7]
- −5,543 ± 0,189 mas/an et 1,961 ± 0,149 mas/an[16]

La moyenne du mouvement propre et de leur incertitude obtenue de ces trois couples en ascension droite et en déclinaison est égale à −5,543 ± 0,126 mas/an et 1,961 ± 0,161 mas/an.
Les deux autres couples sont passablement différents et imprécis. Ils proviennent d'articles moins récents (2014 et 2017). Ces deux couples sont :
- −1,77 ± 2,58 mas/an et −2,73 ± 2,29 mas/an[20]
- −5,760 ± 1,780 mas/an et 0,280 ± 1,240 mas/an[18]

### Masse
Déduite des études photométriques, la masse de l'amas HD 97950 serait comprise entre 10 000 et 16 000 {\displaystyle M_{\odot }}. En étudiant le mouvement des étoiles et les lois de la gravitation, on obtient une masse de 19 000 {\displaystyle M_{\odot }}. La densité du centre de masse de l'amas est de 60 000 {\displaystyle M_{\odot }}/pc3, ce qui est 10 fois plus élevé que celle de la nébuleuse d'Orion et comparable à celle de R136.

### Âge
La corrélation entre la séquence principale et la pré-séquence principale des étoiles de l'amas donne un âge d'un million d'années ou même moins. La diagramme HR ne montre pas de point de sortie de la séquence principale en dépit du fait que le modèle des étoiles donne un âge d'environ 2,5 millions d'années pour les étoiles les plus massives, mais qui est aussi compatible avec un âge d'un million d'années. Un petit nombre d'étoiles, dont Sher 25, sont apparemment plus âgées. On a ainsi suggéré qu'il y a dans l'amas un sursaut de formation d'étoiles plus récent. D'autres études ont estimé des âges jusqu'à 2 millions d'années, mais l'existence des étoiles les plus massives et les plus lumineuses fournit une limite supérieure assez certaine de 2,5 millions d'années.
Il s'agit donc d'un des plus jeunes amas ouverts de notre galaxie. L'amas des Arches est âgé d'environ 2,5 millions d'années, alors que celui du Quintuplet est âgé de presque le double. On doit cependant noter que la base de données WEBDA et le catalogue Lynga lui attribue un âge donné par log10 = 6,842,, soit 106,842 = 6,95 Ma.

## Étoiles
À la périphérie de l'amas central, on retrouve l'étoile Sher 25, une supergéante bleue qui est entourée de matériel éjecté dont la forme en sablier rappelle celle de la supernova SN 1987A. Sher 25 a suscité un grand intérêt dans l'étude de l'évolution d'étoiles massives comme elle. Deux des étoiles les plus lumineuses connues se trouvent aussi dans NGC 3603, mais en dehors du super amas central. Il s'agit de WR 42e (en) et de WR 42d qui sont toutes deux de type spectral O2If*/WN6, indiquant une jeune étoile extrêmement massive. On pense que WR 42e est une étoile fugitive provenant d'un système de trois étoiles, alors que WR 42d semble toujours emprisonnée dans son cocon parental et qu'elle fait possiblement partie d'un système binaire avec une étoile de type O3If.

### Le superamas HD 97950

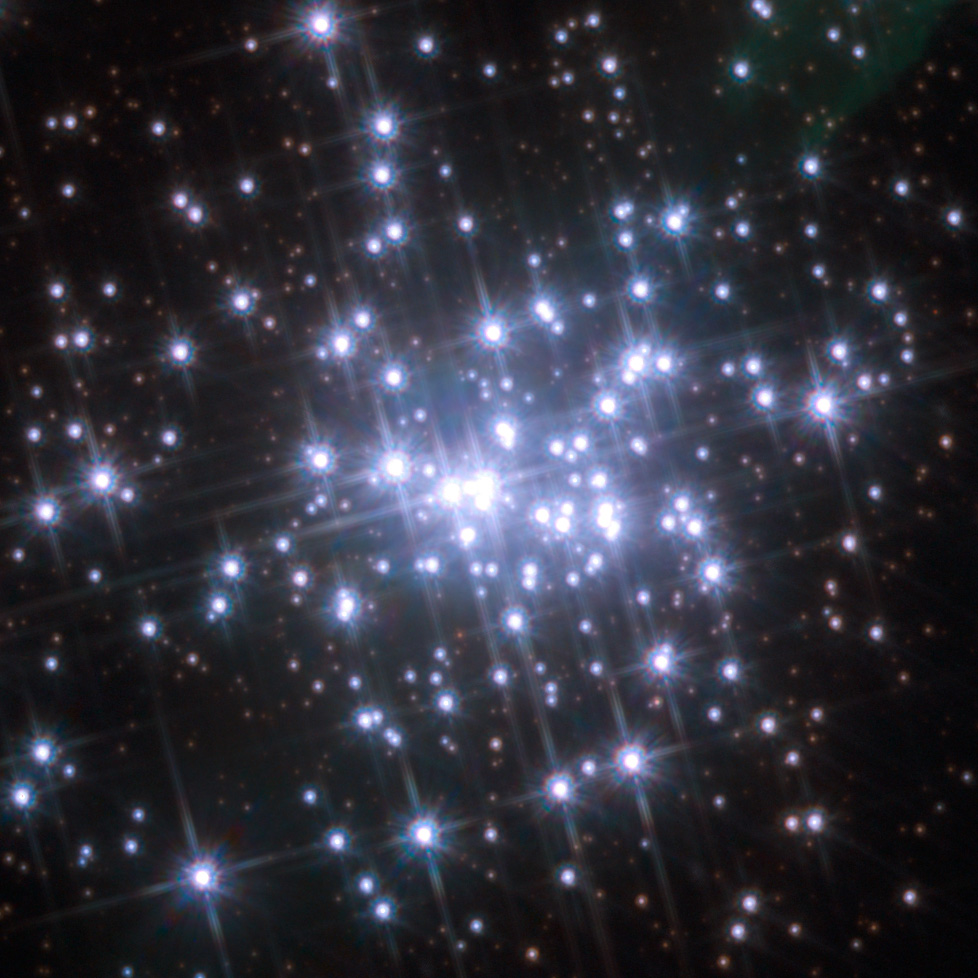
Le cœur de l'amas ouvert capté par le télescope spatial Hubble.

Seules six étoiles dont les lettres vont de A à F sont généralement considérées comme composantes de HD 97950, tandis que les autres étoiles de l'amas et de la zone environnante sont habituellement numérotées comme membre de NGC 3603. Il n'y a pas d'autres groupes notables dans la nébuleuse, ainsi l'amas HD 97950 est quelquefois appelé simplement NGC 3603.

### Membres
Les principales étoiles de l'amas sont désignées comme étant NGC 3603 A1, NGC 3603 A2, NGC 3603 A3, NGC 3603 B et NGC 3603 C (abrégées  A1, A2, A3, B et C dans la suite). A1 et C sont reconnues comme étant des étoiles binaires spectroscopiques. A1a, A1b et C sont toutes des étoiles Wolf-Rayet de type WN6h qui figurent parmi les étoiles les plus massives et les plus lumineuses connues. En 2008, une équipe de l'Université de Montréal a combiné des mesures spectroscopiques de vitesse radiale avec des données photométriques prises par le télescope spatial Hubble pour déduire la masse des deux composantes de A1. Le résultat donne 116 ± 31 {\displaystyle M_{\odot }} (masses solaires) pour l'étoile principale et 89 ± 16 {\displaystyle M_{\odot }} pour sa compagne. C'était alors un record, détrônant l'étoile WR 20a et brisant la barrière des 100 masses solaires.
Il y a dans l'amas plusieurs douzaines de jeunes étoiles de classe O (O3 et O4), principalement des étoiles de la séquence principale. Il y a peu d'étoiles géantes et supergéantes, dont Sher 25, une supergéante bleue (type B1Iab). On y trouve également Sher 18 (en), une supergéante de type O3.5 et Sher 23 une intéressante supergéante de type O9.7 riche en carbone. Plus de 7 500 étoiles ont été identifiées dans l'amas, la moins massive étant plus petite que le Soleil et la plus grosse ayant une masse dépassant les 100 masses solaires. Les étoiles qu'on y trouve sont si jeunes que celles dont la masse est inférieure à 4 {\displaystyle M_{\odot }} n'ont pas encore atteint la séquence principale.
| Nom | Distance | Autre nom | Type spectral | mv    | Mv   | T (K), | L ({\displaystyle L_{\odot }}) |
| --- | -------- | --------- | ------------- | ----- | ---- | ------ | ------------------------------ |
|     | 1        | Sher 23   | OC9.7Ia       | 12,70 | -6,3 | 30 250 | 449 000                        |
|     | 2        | Sher 22   | O3III         | 13,21 | -5,6 | 46 500 | 863 000                        |
|     | 5        | Sher 25   | B1Iab         | 12,23 | -6,5 | 22 000 | 649 000                        |
|     | 7        |           | O4V           | 13,58 | -5,4 | 44 000 |                                |
|     | 9        |           | O4V           | 13,71 | -5,2 | 44 000 |                                |
|     | 10       |           | O4V           | 14,17 | -5,1 | 44 000 | 258 000                        |
|     | 14       |           | O4V           | 13,88 | -5,0 | 44 000 |                                |
|     | 16       |           | O3V           | 13,53 | -5,4 | 46 500 | 711 000                        |
|     | 17       |           | O4V           | 14,10 |      | 44 000 |                                |
| C   | 18       | WR 43c    | WN6h          | 11,89 | -7,3 | 44 000 | 2 200 000                      |
| E   | 19       |           | O5.5III(f)    | 12,83 | -6,1 | 41 000 |                                |
|     | 20       |           | O4V           | 13,98 |      | 44 000 |                                |
|     | 22       |           | O5III(f)      | 13,23 | -5,8 | 41 000 |                                |
| B   | 23       | WR 43b    | WN6h          | 11,33 | -7,9 | 42 000 | 2 900 000                      |
|     | 24       |           | O4V           | 12,72 | -6,2 | 44 000 |                                |
|     | 25       |           | O4V           | 13,01 | -5,9 | 44 000 |                                |
| A3  | 26       |           | O3III         | 13,09 | -6,4 | 46 500 |                                |
|     | 27       |           | O4V           | 13,07 | -5,8 | 44 000 |                                |
|     | 29       |           | O4V           | 13,68 | -5,2 | 44 000 |                                |
| A1a | 30       | WR 43a    | WN6h          | 11,18 | -7,8 | 42 000 | 2 500 000                      |
| A1b | 30       | WR 43a    | WN6h          | 11,18 | -7,8 | 40 000 | 1 500 000                      |
| A2  | 31       |           | O3V           | 12,53 | -6,9 | 46 500 |                                |
|     | 33       |           | O5V+OB?       | 13,69 | -5,8 |        |                                |
|     | 37       |           | O6.5V+?       | 14,16 | -5,0 |        |                                |
|     | 38       |           | O3V           | 13,21 | -5,9 | 46 500 | 540 000                        |
| F   | 39       |           | O5V           | 11,86 | -6,1 | 41 000 |                                |
|     | 40       |           | O3V           | 13,33 | -5,7 | 46 500 | 780 000                        |
|     | 41       |           | O4V           | 14,24 | -5,1 | 44 000 | 236 000                        |
|     | 42       |           | O3III         | 12,99 | -6,1 | 46 500 | 1 030 000                      |
|     | 43       |           | O4V           | 13,87 | -5,0 | 44 000 |                                |
|     | 45       |           | O8V-III       | 14,14 | -4,7 | 33 750 | 124 000                        |
|     | 48       | Sher 18   | O3.5If        | 12,65 | -6,4 | 39 500 | 1 790 000                      |
| D   | 49       |           | O4V           | 12,64 | -6,3 | 44 000 |                                |
| D   | 50       |           | O5V           | 12,74 | -6,2 | 41 000 |                                |
|     | 51       |           | O4V(f)        | 13,33 | -5,6 | 44 000 |                                |
| D   | 52       |           | O4V           | 13,68 | -5,2 | 44 000 |                                |
|     | 57       |           | O4V           | 13,98 |      | 44 000 |                                |
|     | 58       |           | O5.5V         | 13,09 | -5,1 | 39 500 |                                |
|     | 59       |           | O4V           | 13,65 | -5,3 | 44 000 |                                |
|     | 60       |           | O4V           | 13,60 | -5,3 | 44 000 |                                |
|     | 61       |           | O5V           | 12,74 | -6,0 | 41 000 |                                |
|     | 62       |           | O4V           | 13,09 | -5,6 | 44 000 |                                |
|     |          | MTT 25    | O3V           | 12,61 | -6,2 | 46 500 |                                |
|     |          | MTT 58    | O2If*/WN6     | 14,76 | -5,7 |        | 855 000                        |
|     |          | WR 42e    | O2If*/WN6     | 14,53 | -6,3 |        | 1 300 000                      |

Le nombre d'étoiles de type WNh et de type O dépasse celui de tout amas connu de notre galaxie. L'amas du Quintuplet et celui des Arches ont chacun environ 20 jeunes étoiles massives et une masse comparable à celle de NGC 3603, mais ils ne contiennent ni étoiles O3 ni Wn6. Des amas comme Westerlund 1 sont trop âgés pour contenir de telles étoiles, bien que leur masse puisse être supérieure à celle de NGC 3603. Cependant, on trouve dans l'amas R136 du Grand Nuage de Magellan des étoiles plus massives que celles de HD 97950, ainsi qu'un plus grand nombre de jeunes étoiles de type O. R136 est dans son ensemble 10 fois plus massif que NGC 3603.
En utilisant les données du télescope spatial Spitzer, des astronomes ont découvert à proximité de NGC 3603 une étoile produisant une onde de choc en arc. L'observation de cette étoile dans le visible a permis de déterminer qu'elle est de type O6V. L'orientation de l'onde de choc ainsi que la distance qui sépare l'étoile de l'amas suggèrent qu'elle a été expulsée de l'amas lors d'une rencontre dynamique entre des étoiles dans le noyau de l'amas. La position de cette étoile O6V ainsi que celle d'une autre étoile de type O2If*/WN6 située de l'autre côté de NGC 3603 laisse supposer que les deux étoiles ont été éjectées de l'amas lors de la même rencontre. Cette rencontre aurait impliqué trois corps, l'étoile O6V et un énorme système binaire dont les deux étoiles auraient fusionné pour devenir l'étoile O2If*/WN6. Si cette hypothèse s'avère correcte, on peut déduire la masse du système binaire d'avant l'éjection en utilisant la loi de la conservation de la quantité de mouvement. Sachant que la masse actuelle de l'étoile O6V est de 30 {\displaystyle M_{\odot }}, on déduit qu'au moment de l'éjection la masse du système binaire de O2If*/WN6 aurait été de 175 {\displaystyle M_{\odot }}. De plus, l'intensité du rayonnement X de O2If*/WN6, typique d'une étoile isolée, suggère que les deux composantes du système binaire d'avant l'éjection ont fusionné.

## Le catalogue Gaia EDR3 et les étoiles de NGC 3603
Avant le satellite Gaia, la parallaxe des étoiles était mesurée avec des télescopes terrestres ou avec des satellites en orbite près de notre planète. Or, la détermination de la parallaxe implique deux mesures de la position d'une étoile à deux endroits différents. Pour la Terre, ces mesures étaient effectuées à six mois d'intervalle, la distance entre la position de la Terre à ces deux moments est la base utilisée pour le triangle servant à déterminer la parallaxe annuelle d'une étoile, soit 299 000 km pour obtenir l'angle au millisecondes d'arc, un nombre petit qui est de plus en plus imprécis pour les étoiles lointaines. Depuis le début de la mission du satellite Gaia en 2013, la précision de cette mesure s'est grandement améliorée. Gaia est en orbite autour du Soleil sur une orbite de Lissajous qui l'approche à 263 000 km du Soleil et qui l'en éloigne à 707 000 km, pour une base de 970 000 km, 3,25 fois plus grande que celle de la Terre. La publication du catalogue Gaia DR3 le 3 décembre 2020. Les valeurs de la parallaxe des étoiles apparaissant sur Simbad viennent de cette publication. Même si les mesures effectuées par Gaia sont meilleures, elles sont parfois si imprécises pour les étoiles lointaines qu'on ne connait vraiment pas leur distance. Par exemple, les parallaxes des étoiles Gaia DR3 5337417985482260608 et de 2MASS J11160441-6115113 sont respectivement égales à 0,051 5 ± 0,027 8 mas et à 0,061 9 ± 0,028 9 mas pour des distances de 16 155+27 323
−6 234 et de 19 417+22 777
−6 807 .
On remarque que toutes les références citées dans la section précédente « Étoiles » sont des articles publiés avant le lancement du satellite Gaia. Les mesures de la parallaxe des étoiles prises par ce satellite sont beaucoup plus précises que celles réalisées depuis le sol de notre planète, aussi certaines étoiles citées auparavant n'apparaissent pas dans la base de données Simbad qui n'utilisent que les mesures de la parallaxe parues dans le catalogue Gaia EDR3. Pour atteindre la section de Simbad qui renferme les données des étoiles, il faut cliquer sur le bouton « children » de la page de NGC 3603. Cependant, des étoiles (les Children) peuvent apparaître plusieurs fois dans la deuxième colonne du tableau, d'où le nombre de liens bibliographiques qui est supérieure au nombre d'étoiles. La quatrième colonne de ce tableau indique la probabilité que l'étoile appartienne à l'amas. En cliquant sur le titre de cette colonne, on peut classer la probabilité par ordre croissant ou décroissant. En cliquant sur la désignation de l'étoile, on atteint la page de Simbad qui résume ses propriétés.
Selon cette section, l'amas contient 173 étoiles dont la probabilité d'appartenir à l'amas est égale ou supérieure à 90%. Cependant, comme c'est le cas pour les étoiles lointaines, la mesure de la parallaxe d'au moins 94 d'entre elles est trop imprécise et on ne peut utiliser leur distance pour déterminer celle de l'amas. Les deux dernières lignes du tableau de cette section montrent des exemples de cela. Il reste donc 79 étoiles dont la distance est assez précise pour déterminer celle de l'amas.
Parmi les 173 étoiles, dix-huit sont de type O, une est un jeune objet stellaire (JOS), deux sont des candidates au titre de JOS, une est de type Wolf-Rayet (WR), une est une supergéante bleue (S b), six sont des étoile variables à longue période (VL) et six sont des binaire à éclipses (BE).
Des 79 étoiles mentionnées plus haut, il y en a 25 dont le type spectral et/ou certaines caractéristiques particulières sont indiqués par Simbad. Le tableau ci-dessous résume les caractéristiques de ces étoiles.
| Nom                          | α                | δ                 | type         | P (mas)         | d (pc)            | μα* (mas/an) | μδ* (mas/an) | Probabilité | mV     | Rem |
| ---------------------------- | ---------------- | ----------------- | ------------ | --------------- | ----------------- | ------------ | ------------ | ----------- | ------ | --- |
| Gaia DR3 5337417951098962560 | 11h 14m 52,8805s | -61° 16′ 07,2206″ |              | 0,2646 ± 0,0474 | 3779+825 -574     | -5,474       | 2,266        | 90(2)       |        | BE  |
| Gaia DR3 5337418397799193216 | 11h 15m 04,5397s | -61° 14′ 49,2179″ |              | 0,0975 ± 0,0295 | 10256+4449 -2382  | -5,388       | 2,129        | 100(3)      |        | BE  |
| Gaia DR3 5337420871700245632 | 11h 14m 51,1488s | -61° 16′ 38,2547″ |              | 0,1307 ± 0,0385 | 7651+3195 -1741   | -5,411       | 1,962        | 100(3)      |        | BE  |
| UCAC4 144-073163             | 11h 15m 11,5184s | -61° 15′ 16,9138″ |              | 0,1268 ± 0,0151 | 7886+1066 -839    | -5,492       | 2,028        | 100(3)      |        | BE  |
| NGC 3603 54                  | 11h 15m 03,9749s | -61° 15′ 35,7495″ | O6V          | 0,1139 ± 0,0147 | 8780+1301 -1004   | -5,492       | 1,950        | 100(3)      | 14,34  | BE  |
| 2MASS J11151387-6115582      | 11h 15m 13,8794s | -61° 15′ 58,3437″ |              | 0,1384 ± 0,0243 | 7225+1539 -1079   | -5,592       | 1,954        | 90(2)       | 16,327 | LP? |
| 2MASS J11154054-6119498      | 11h 15m 40,5391s | -61° 19′ 49,8127″ |              | 0,1394 ± 0,0212 | 7174+1287 -947    | -5,418       | 2,196        | 100(3)      |        | LP? |
| NGC 3603 4                   | 11h 15m 21,3283s | -61° 15′ 04,4189″ | O4III        | 0,1047 ± 0,014  | 9551+1474 -1126   | -5,460       | 2,016        | 100(3)      | 14,61  | Mpe |
| NGC 3603 18                  | 11h 15m 08,7088s | -61° 15′ 59,9573″ | O3.5If*      | 0,1428 ± 0,0111 | 7003+590 -505     | -5,968       | 2,161        | 90(2)       | 12,51  | S*b |
| WR 43-2                      | 11h 15m 07,5831s | -61° 16′ 54,7668″ | O2If*/WN6    | 0,1032 ± 0,0147 | 9690+1610 -1208   | -5,459       | 2,096        | 100(3)      | 14,762 | WR* |
| SPICY 9957                   | 11h 14m 15,7357s | -61° 12′ 11,5646″ |              | 0,1232 ± 0,0216 | 8117+1726 -1211   | -5,746       | 2,046        | 90(2)       | JO?    |     |
| [DFP2015] Her-106            | 11h 15m 24,1741s | -61° 15′ 57,5531″ |              | 0,0931 ± 0,025  | 10741+3943 -2274  | -5,541       | 1,838        | 90(2)       |        | JO  |
| NGC 3603 23                  | 11h 15m 09,8442s | -61° 15′ 30,4916″ | OC9.7Ia      | 0,1344 ± 0,112  | 7440+676 -572     | -5,492       | 2,008        | 100(3)      | 12,65  | JO  |
| 2MASS J11155691-6113323      | 11h 15m 56,9003s | -61° 13′ 32,3798″ | O9.5-B0I-III | 0,0895 ± 0,0191 | 11173+3031 -1965  | -5,529       | 1,891        | 100(4)      |        |     |
| NGC 3603 27                  | 11h 15m 03,9204s | -61° 15′ 23,0892″ | O7.5V        | 0,1321 ± 0,0182 | 7570+1210 -917    | -5,599       | 1,960        | 100(3)      | 15,08  |     |
| NGC 3603 21                  | 11h 15m 11,0719s | -61° 15′ 36,8725″ | O6V          | 0,1147 ± 0,016  | 8718+1413 -1067   | -5,593       | 1,925        | 100(3)      | 14,74  |     |
| NGC 3603 24                  | 11h 15m 08,9020s | -61° 15′ 27,3378″ | O6V          | 0,1161 ± 0,0152 | 8613+1298 -997    | -5,592       | 1,967        | 90(2)       | 13,79  |     |
| NGC 3603 19                  | 11h 15m 11,3105s | -61° 15′ 55,6418″ | O5V(n)       | 0,0897 ± 0,0114 | 11148+1623 -1257  | -5,370       | 2,179        | 100(3)      | 13,56  |     |
| Cl* NGC 3603 MMM 103         | 11h 15m 06,2330s | -61° 15′ 36,5999″ | O5V          | 0,1583 ± 0,0159 | 6317+705 -577     | -5,624       | 2,057        | 90(2)       | 13,09  |     |
| NGC 3603 57                  | 11h 15m 08,1230s | -61° 15′ 47,3424″ | O5III(f)     | 0,1521 ± 0,0119 | 6575+558 -477     | -5,649       | 2,002        | 90(2)       | 13,16  |     |
| NGC 3603 56                  | 11h 15m 07,4938s | -61° 15′ 46,3652″ | O5.5V(n)     | 0,1254 ± 0,0216 | 7974+1659 -1172   | -5,620       | 2,028        | 100(3)      | 13,39  |     |
| Cl* NGC 3603 MMM 117         | 11h 15m 07,6199s | -61° 15′ 30,2525″ | O4V          | 0,1043 ± 0,0275 | 9588+3433 -2000   | -5,726       | 2,012        | 100(3)      | 14,17  |     |
| NGC 3603 64                  | 11h 15m 07,8174s | -61° 15′ 27,9413″ | O4V          | 0,1097 ± 0,0127 | 9116+1194 -946    | -5,521       | 2,000        | 100(3)      | 13,51  |     |
| NGC 3603 47                  | 11h 15m 09,3527s | -61° 16′ 02,0779″ | O4IV(f)      | 0,1248 ± 0,0103 | 8013+721 -611     | -5,797       | 2,243        | 100(3)      | 12,67  |     |
| Cl* NGC 3603 MTT 31          | 11h 15m 06,6824s | -61° 16′ 33,3348″ | O2V          | 0,1077 ± 0,013  | 9285+1275 -1000   | -5,692       | 1,892        | 90(2)       | 13,96  |     |
| Gaia DR3 5337417985482260608 | 11h 15m 15,1267s | -61° 16′ 20,0423″ |              | 0,0619 ± 0,0386 | 16155+26763 -6205 | -5,523       | 2,218        | 90(2)?      |        | Dis |
| 2MASS J11160441-6115113      | 11h 16m 04,4191s | -61° 15′ 11,4115″ | O8.5IV-V     | 0,0515 ± 0,0278 | 19417+22777 -6807 | -5,395       | 1,997        | 100(4)?     |        | Dis |

- YO = Jeune objet stellaire
- BE = Binaire à éclipses
- MPe = Étoiles à mouvement propre élevé
- WR = Étoile Wolf-Rayet
- S b = Supergéante bleue
- LP? = Candidate au titre d'étoile variable à longue période
- Dis = Cette étoile n'a pas été utilisée dans le calcul de la distance de l'amas et il est étonnant que quatre références lui attribuent une probabilité de 100% d'appartenir à l'amas.

### Parallaxe et distance
La parallaxe moyenne des étoiles du tableau précédent est égale à 0,130 8 ± 0,036 5 mas, où l'incertitude de mesure est égale à l'écart type. Cette parallaxe correspond à une distance de 7 647+2 959
−1 668 Mpc. Il existe cependant deux autres façons de calculer cette distance. On peut calculer la distance moyenne obtenue pour chaque étoile du calcul de leur parallaxe. Cela donne une valeur de 8 169 ± 2 023 Mpc. On peut aussi calculer les moyennes des écarts positifs et négatifs respectivement égaux à 2 423 Mpc et −1 499 Mpc pour une distance égale à 8 169+2 423
−1 499 km/s. Dans les deux cas, le résultat reste très imprécis, mais moins que les valeurs de la parallaxe obtenues précédemment.

#### Mesure du mouvement propre
La moyenne et l'écart type du mouvement propre des 173 étoiles en ascension droite et en déclinaison sont respectivement égaux à −5,576 ± 0,118 7 mas/an et 2,000 ± 0,110 mas/an. Comme indiqué plus haut, la précision des mesures du mouvement propre des étoiles est meilleure que celles de la parallaxe. Ces deux valeurs sont comparables, en fait les mêmes à l'intérieur des incertitudes de mesure, à celles indiquées précédemment.

## Galerie

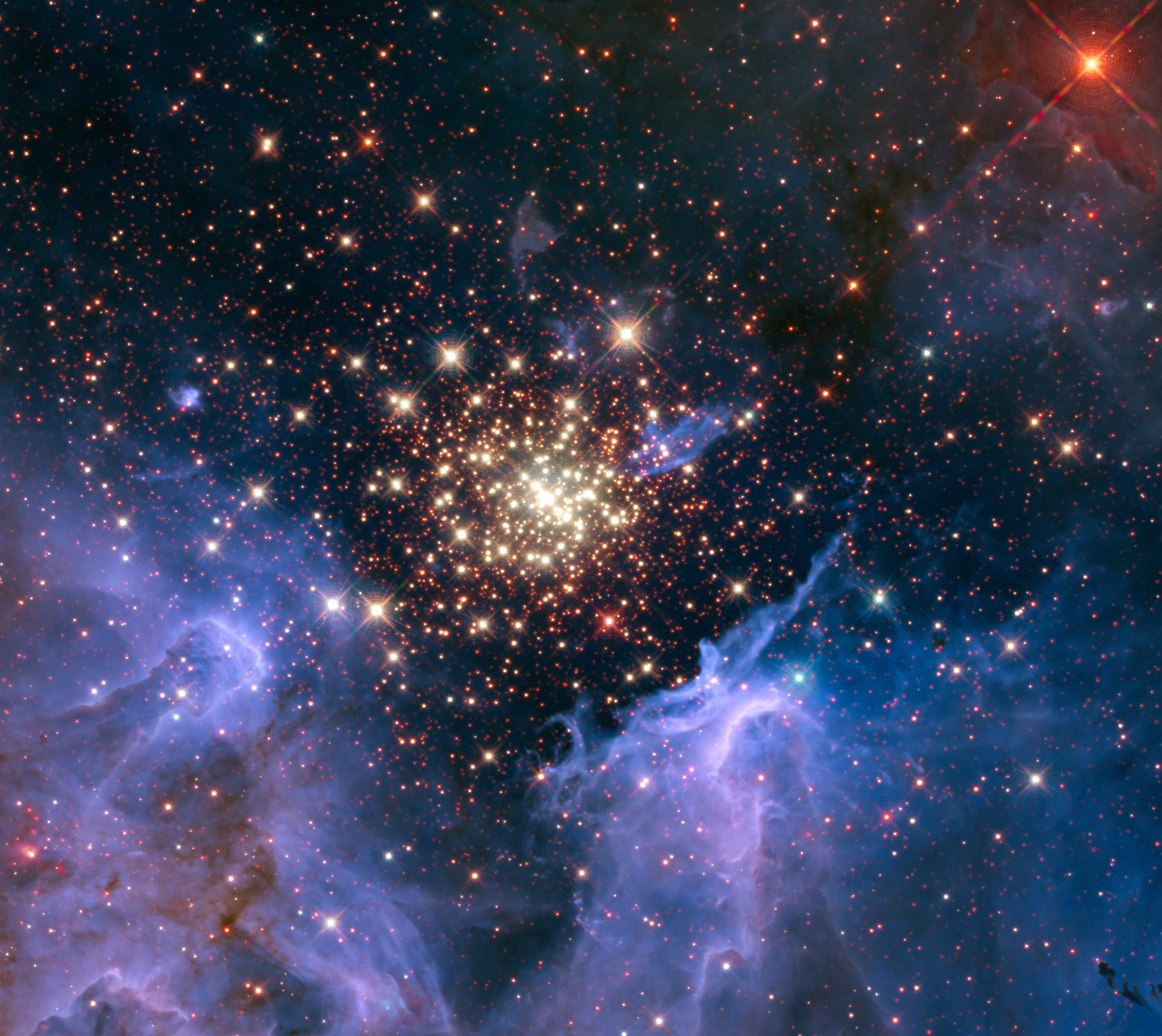
Autre image de NGC 3603 par le télescope spatial Hubble.
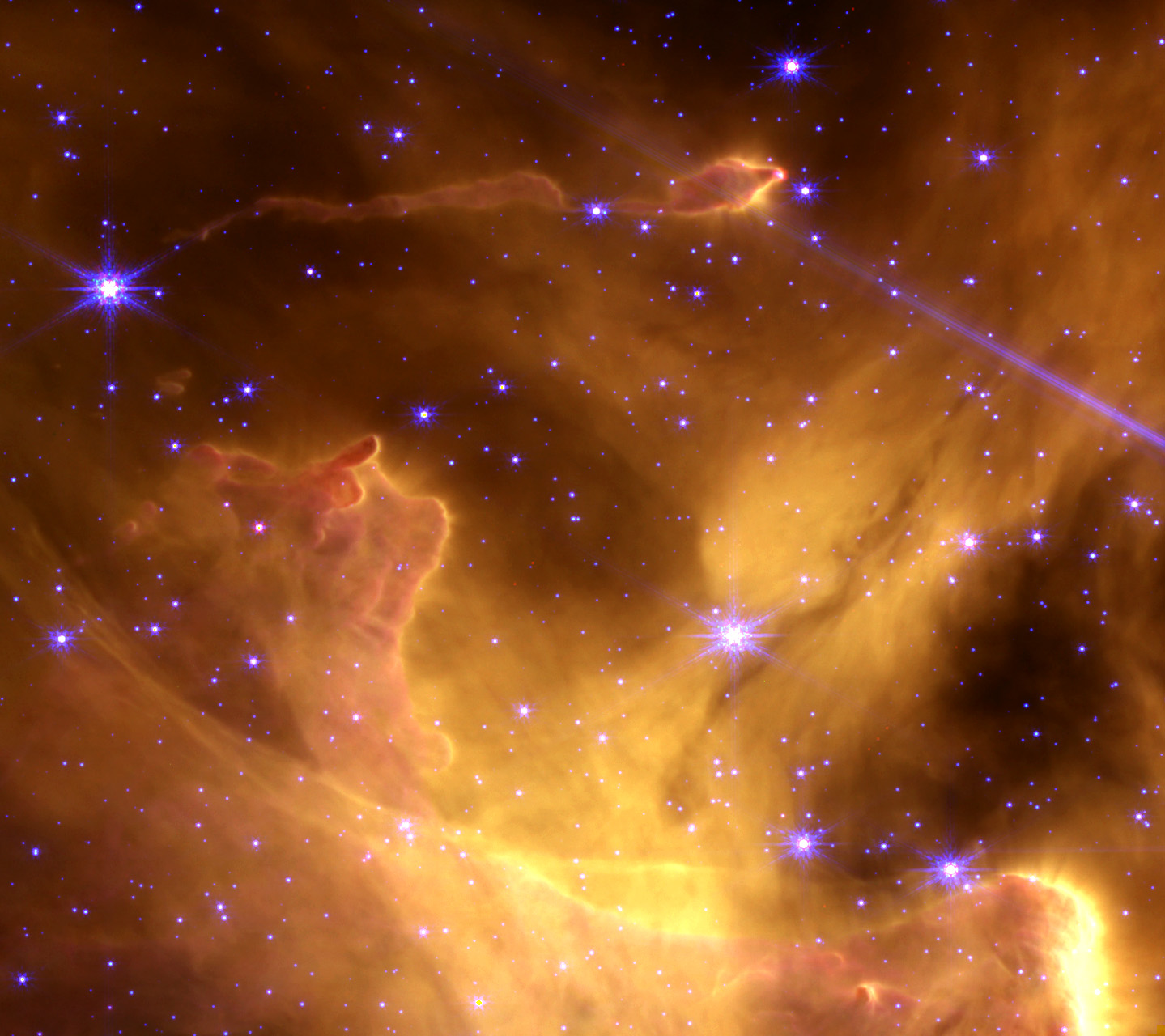
Détail de la nébuleuse de NGC 3603 par le télescope spatial James Webb (instrument NIRCam/Infrarouge proche).
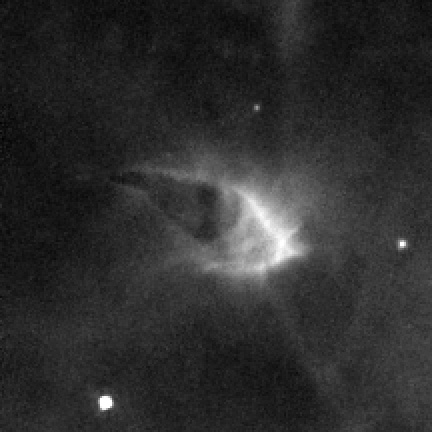
Proplyd dans la nébuleuse de NGC 3603 (télescope spatial Hubble).